# Joan Boix Bofarull
Joan Boix Bofarull   (Barcelona, 25 de gener de 1897 - Barcelona, 18 de gener de 1992) fou un futbolista català  i directiu del Barça de la dècada de 1910, època en què el  futbol encara era un esport amateur.

## Trajectòria
Va jugar al FC Barcelona entre 1915 i 1919, participant en l'obtenció d'un campionat de Catalunya la temporada 1919. També fou directiu del club entre 1915 i 1916, i entre 1919 i 1920. Va jugar un partit amb la selecció de Catalunya l'1 de novembre de 1915, enfront de la selecció de Guipúscoa.
Va viure a l'Eixample de Barcelona i al barri de Gràcia. Està enterrat al Cementiri Vell (Poblenou) de Barcelona.

## Palmarès
- Campionat de Catalunya de futbol: 1918-19